# サザンディストリクツRC
サザンディストリクツ・ラグビークラブ（英: Southern Districts Rugby Club）は、オーストラリア・ニューサウスウェールズ州シドニー都市圏のサザランドを拠点とするラグビーユニオンチーム。シュートシールドに所属。通称はサウス（Souths）。

## 概要
セントジョージ（St George）とポートハッキング（Port Hacking）の合併により、1989年にサザンディストリクツRCが創設。
ニューサウスウェールズ州における最高峰リーグであるシュートシールドに所属。

## タイトル
2022年10月現在
- シュートシールド
  - 優勝 0回：

（セントジョージとして）優勝 1回：1957

## 歴代所属選手
- ケーン・ダグラス
- ロブ・ホーン
- ラーボニ・ウォーレン＝ボスアヤコ